# Newton C. Blanchard
Newton C. Blanchard, né le 29 janvier 1849 et mort le 22 juin 1922, gouverneur de la Louisiane du 10 mai 1904 au 12 mai 1908, Démocrate. 